# Shi Xie
En aquest nom xinès, el cognom és Shi.
Shi Xie (137 - 226), nom d'estil Weiyan, va ser un senyor de la guerra al sud de la Xina durant la tardana Dinastia Han i el període dels Tres Regnes de la història xinesa.

## Biografia
Shi va exercir de Secretariat Cadet Imperial, del qual més tard renunciaria. Després de la mort del seu pare, Shi va ser destituït del seu càrrec de Prefecte de Wu i es convertí en l'Administrador de Jiaozhi. Shi fou un estudiós que gaudia llegint els Annals de les Primaveres i Tardors. En 210, Shi es va presentar al senyor de la guerra Sun Quan de Wu Oriental
|  |  |               |               |               |               |               |               | Shi Ci |  |               |               |               |               |               |               |  |  |           |           |           |           |           |           |  |  |  |  |  |  |  |  |  |  |  |  |  |  |  |  |  |  |
|  |  |               |               |               |               |               |               |        |  |               |               |               |               |               |               |  |  |           |           |           |           |           |           |  |  |  |  |  |  |  |  |  |  |  |  |  |  |  |  |  |  |
|  |  |               |               |               |               |               |               |        |  |               |               |               |               |               |               |  |  |           |           |           |           |           |           |  |  |  |  |  |  |  |  |  |  |  |  |  |  |  |  |  |  |
|  |  | Shi Xie       | Shi Xie       | Shi Xie       | Shi Xie       | Shi Xie       | Shi Xie       |        |  |               |               |               |               |               |               |  |  | Shi Yi    | Shi Yi    | Shi Yi    | Shi Yi    | Shi Yi    | Shi Yi    |  |  |  |  |  |  |  |  |  |  |  |  |  |  |  |  |  |  |
|  |  | Shi Xie       | Shi Xie       | Shi Xie       | Shi Xie       | Shi Xie       | Shi Xie       |        |  |               |               |               |               |               |               |  |  | Shi Yi    | Shi Yi    | Shi Yi    | Shi Yi    | Shi Yi    | Shi Yi    |  |  |  |  |  |  |  |  |  |  |  |  |  |  |  |  |  |  |
|  |  |               |               |               |               |               |               |        |  |               |               |               |               |               |               |  |  |           |           |           |           |           |           |  |  |  |  |  |  |  |  |  |  |  |  |  |  |  |  |  |  |
|  |  | Shi Zhi † 226 | Shi Zhi † 226 | Shi Zhi † 226 | Shi Zhi † 226 | Shi Zhi † 226 | Shi Zhi † 226 |        |  | Shi Hui † 226 | Shi Hui † 226 | Shi Hui † 226 | Shi Hui † 226 | Shi Hui † 226 | Shi Hui † 226 |  |  | Shi Kuang | Shi Kuang | Shi Kuang | Shi Kuang | Shi Kuang | Shi Kuang |  |  |  |  |  |  |  |  |  |  |  |  |  |  |  |  |  |  |